# Tempelhof (station)
Tempelhof är en bytesstation för Berlins pendeltåg (S-Bahn) och tunnelbana som ligger i stadsdelen Tempelhof i södra Berlin. Stationen ligger på Berlins ringbana och invigdes 1899. 1929 tillkom en bytesstation till tunnelbanan. I anslutning till stationen ligger stadsdelens huvudgata Tempelhofer Damm och den sedan 2008 nedlagda Berlin-Tempelhofs flygplats som idag utgör ett större parkområde. Stationen stängdes efter en strejk 1980 och öppnades åter 1993.

## Bilder

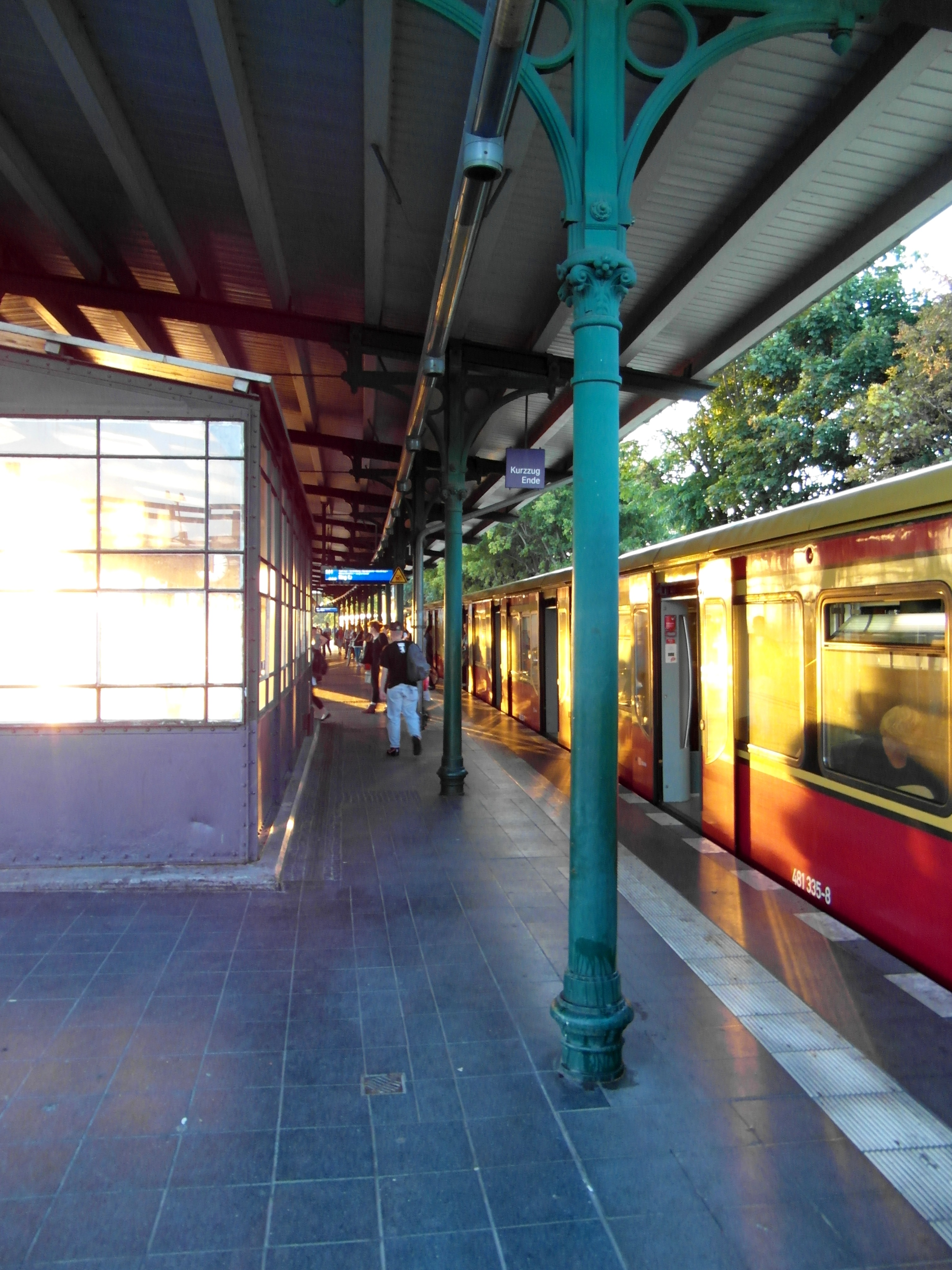
S-Bahn
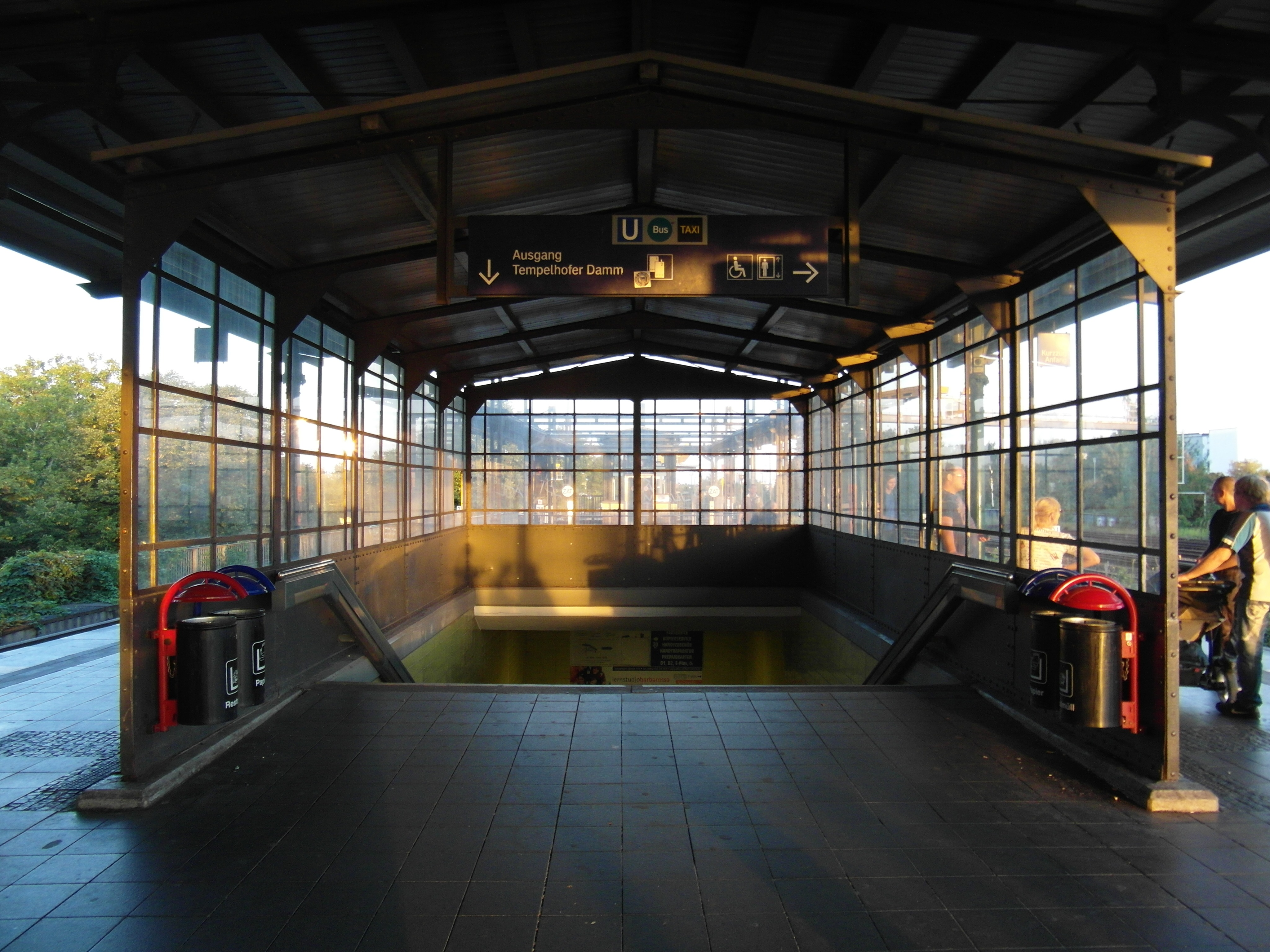
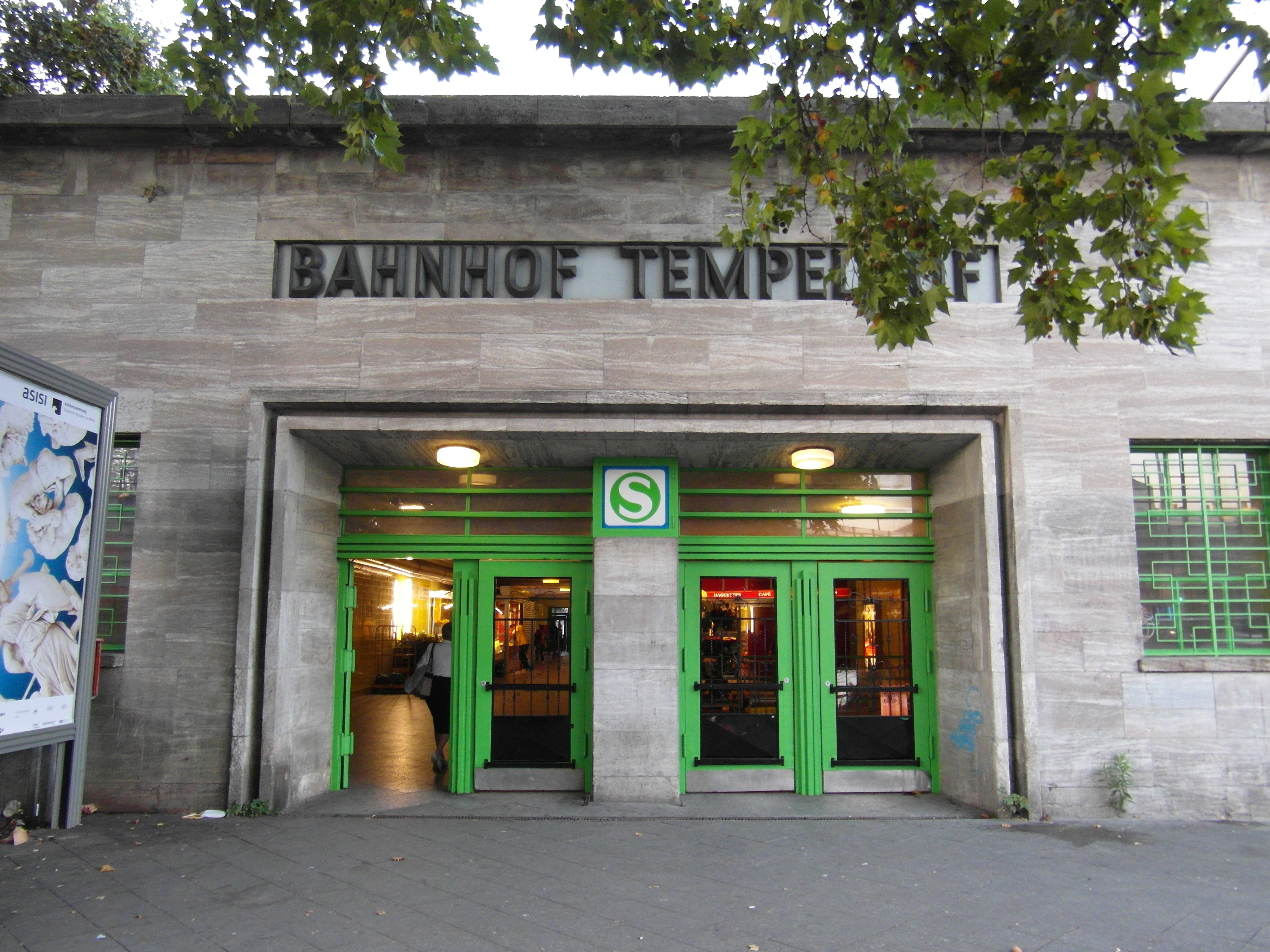
S-Bahn entré
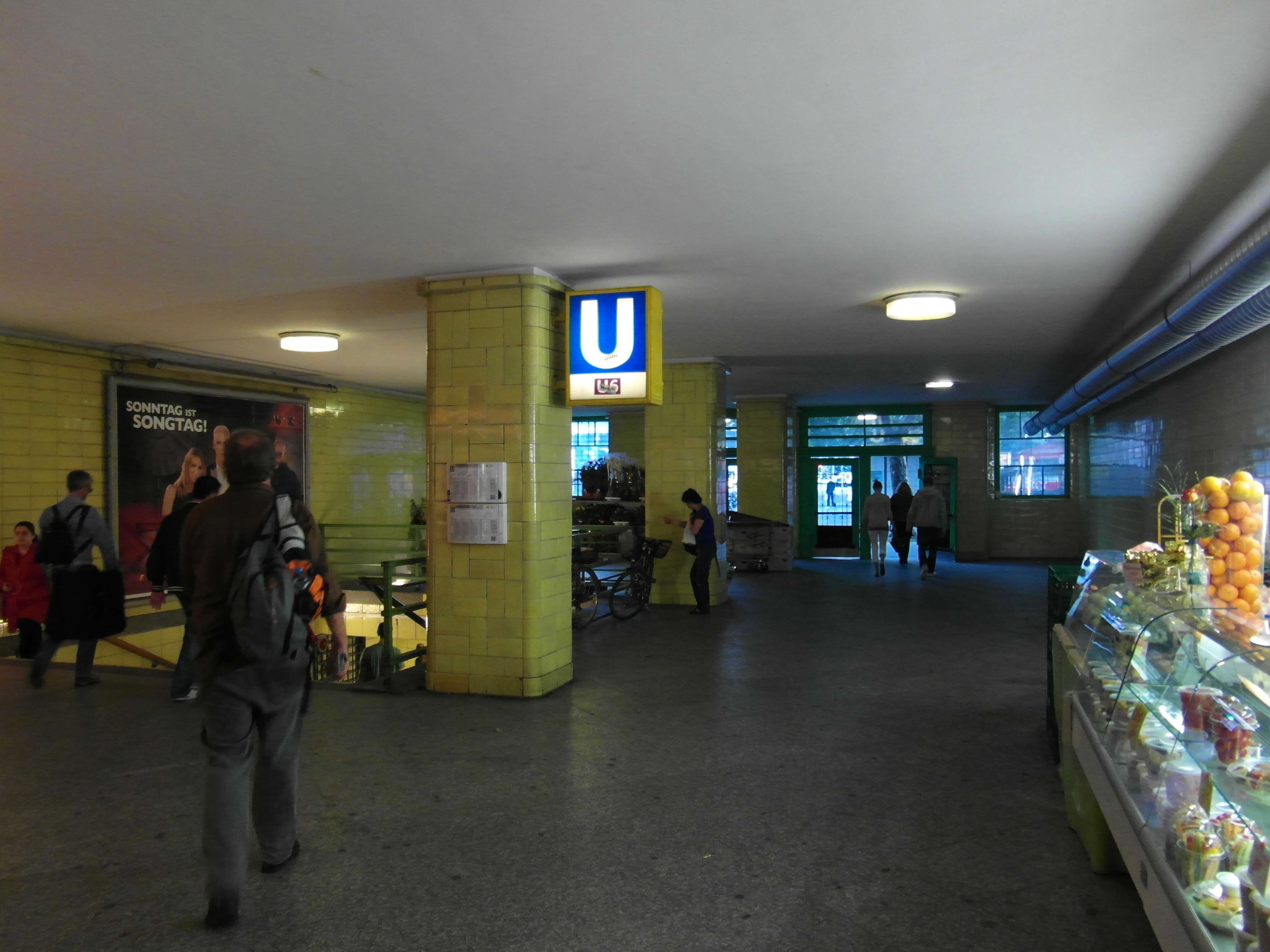
Passage till U-Bahn